# Shōjo manga
Shōjo manga (少女漫画 (Thiếu nữ Mạn hoạ) n.đ. 'truyện tranh dành cho thiếu nữ') là một thể loại manga dành cho đối tượng độc giả là nữ ở độ tuổi vị thành niên và phụ nữ trẻ. Cùng với shōnen manga (dành cho nam ở độ tuổi vị thành niên), seinen manga (dành cho nam ở độ tuổi vị thành niên và nam trưởng thành) và josei manga (dành cho phụ nữ trưởng thành), shōjo manga là một trong những thể loại chính của manga. Shōjo manga theo truyền thống được xuất bản trên tạp chí manga chuyên biệt, thường tập trung vào một nhóm tuổi độc giả hoặc thể loại tường thuật cụ thể.
Shōjo manga bắt nguồn từ văn hóa nữ sinh Nhật Bản vào đầu thế kỷ 20 với xuất phát điểm chủ yếu là shōjo shōsetsu (tiểu thuyết văn xuôi dành cho thiếu nữ) và jojōga (tranh trữ tình). Shōjo manga đầu tiên được xuất bản trên tạp chí tổng hợp dành cho thanh thiếu niên vào đầu những năm 1900 và bắt đầu giai đoạn phát triển sáng tạo từ những năm 1950 sau khi bắt đầu định hình thành một thể loại manga riêng biệt. Mặc dù thể loại này ban đầu do các mangaka nam thống trị nhưng sự xuất hiện và bùng nổ về số lượng của các mangaka nữ bắt đầu từ những năm 1960 – 1970 và cuối cùng đã dẫn đến sự đổi mới đáng kể trong phong cách sáng tạo và định hướng phát triển cốt truyện. Kể từ những năm 1980, thể loại này đã phát triển về mặt phong cách đồng thời tiểu thể loạih mở rộng thành những tiểu thể loại khác nhau.

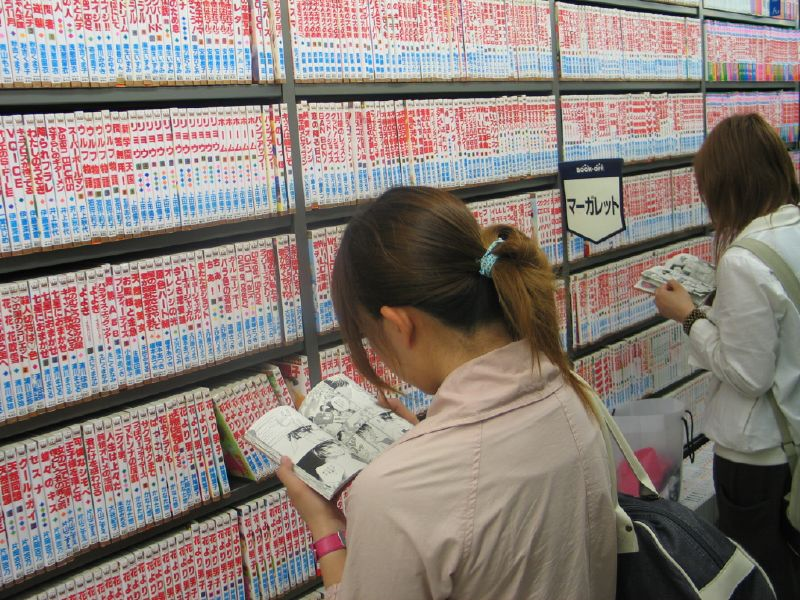
Kệ chứa các tập truyện của shōjo manga thuộc ấn hiệu Margaret Comics tại một hiệu sách ở Tokyo năm 2004.

Tóm lại, shōjo manga không đề cập đến phong cách hoặc một thể loại cụ thể mà là chỉ về tệp đối tượng người xem mục tiêu. Mặc dù một số quy ước thẩm mỹ, hình ảnh và tường thuật nhất định thường được cho là gắn liền với shōjo manga, nhưng những quy ước này đã thay đổi và phát triển theo thời gian và không có quy ước nào hoàn toàn chỉ dành cho shōjo manga. Tuy nhiên, một số khái niệm và chủ đề đã trở nên gắn liền với shōjo manga, cả về hình ảnh (bố cục khung hình không cứng nhắc, đôi mắt được trau chuốt) và phong cách tường thuật (tập trung vào mối quan hệ và cảm xúc của con người; các nhân vật thách thức vai trò, khuôn mẫu truyền thống, khuôn mẫu về giới tính và tình dục; miêu tả chủ đề về siêu nhiên và hiện tượng huyền bí).

### Những năm 1970: "Thời kỳ hoàng kim"

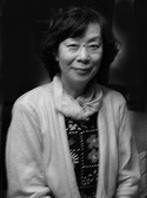
Hagio Moto, một nhân vật chủ chốt của Year 24 Group, vào năm 2008.

#### Josei manga và shōjo dành cho người lớn

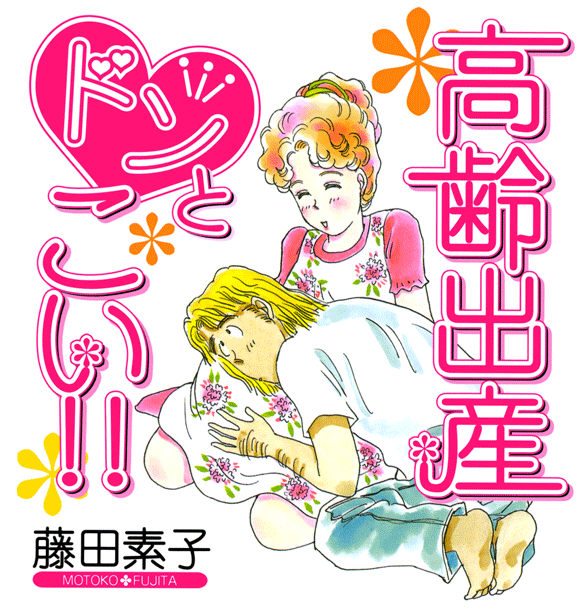
Hình bìa minh họa cho bộ truyện tranh josei Kōrei Shussan Don to Koi!! của Motoko Fujita, một cuốn tự truyện kể về quá trình mang thai của tác giả ở tuổi 43.

### Bối cảnh và những yếu tố chung

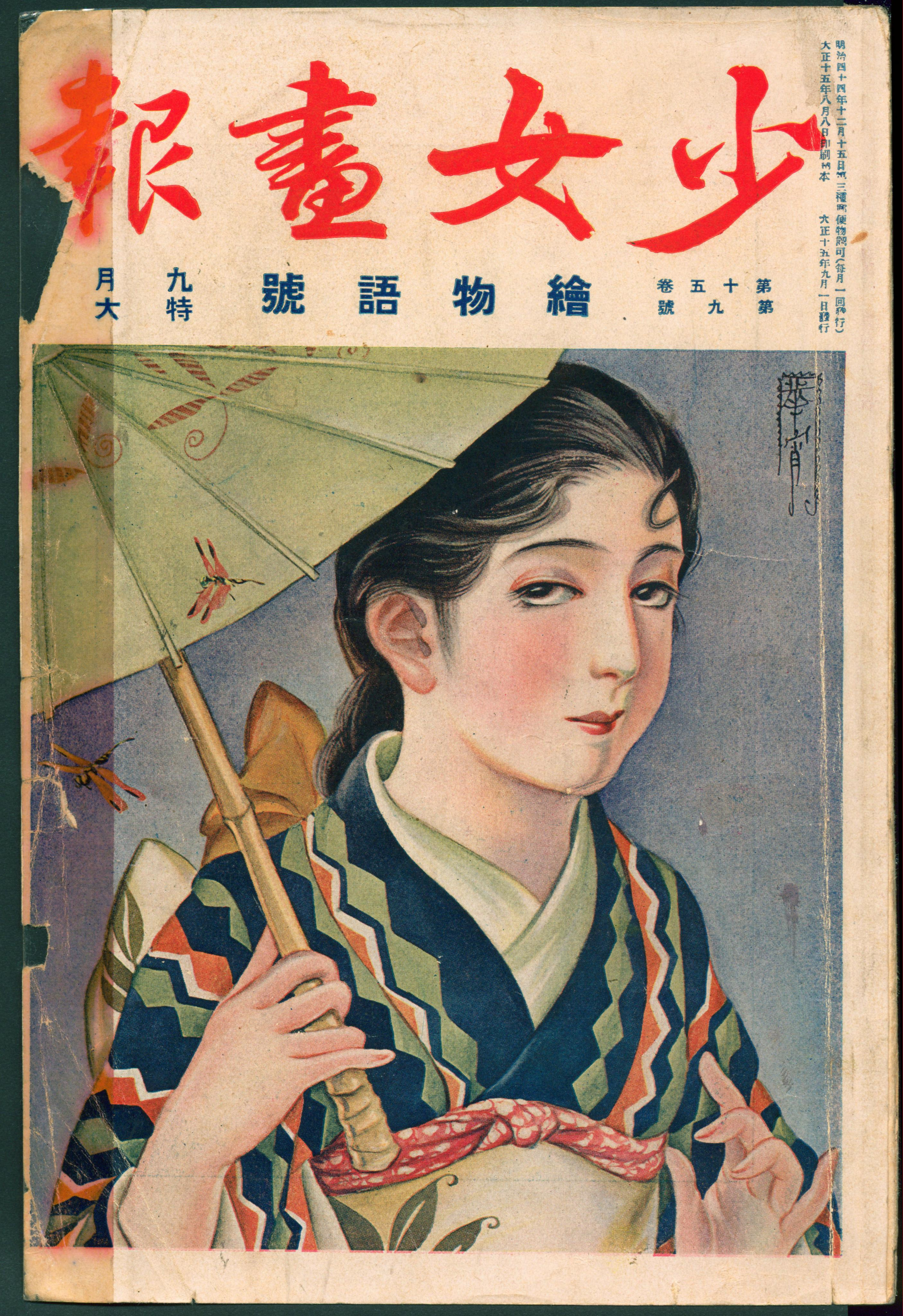
Bìa của số ra tháng 9 năm 1926 của Shōjo Gahō với tác phẩm nghệ thuật của họa sĩ trữ tình Takabatake Kashō.

### Giới tính và tình dục

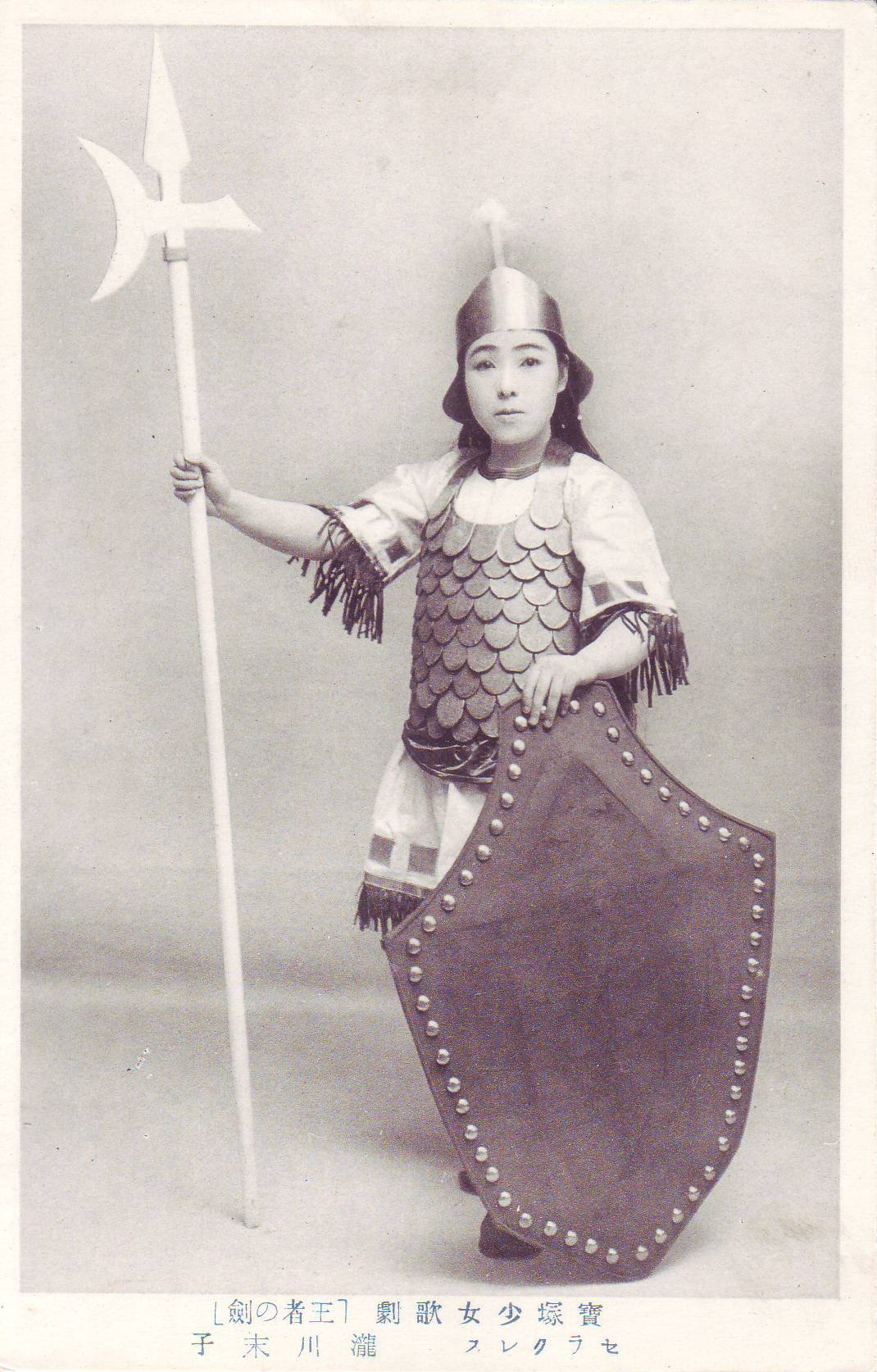
Truyện tranh chiến tranh shōjo xuất hiện cùng thời với việc quân sự hóa Nhật Bản vào những năm 1930, trong khi việc nhấn mạnh travesti bắt nguồn từ sự nổi tiếng của các nữ diễn viên cải trang của Đoàn kịch Takarazuka (nữ diễn viên Sueko Takigawa trong ảnh).

### Đồng tính luyến ái

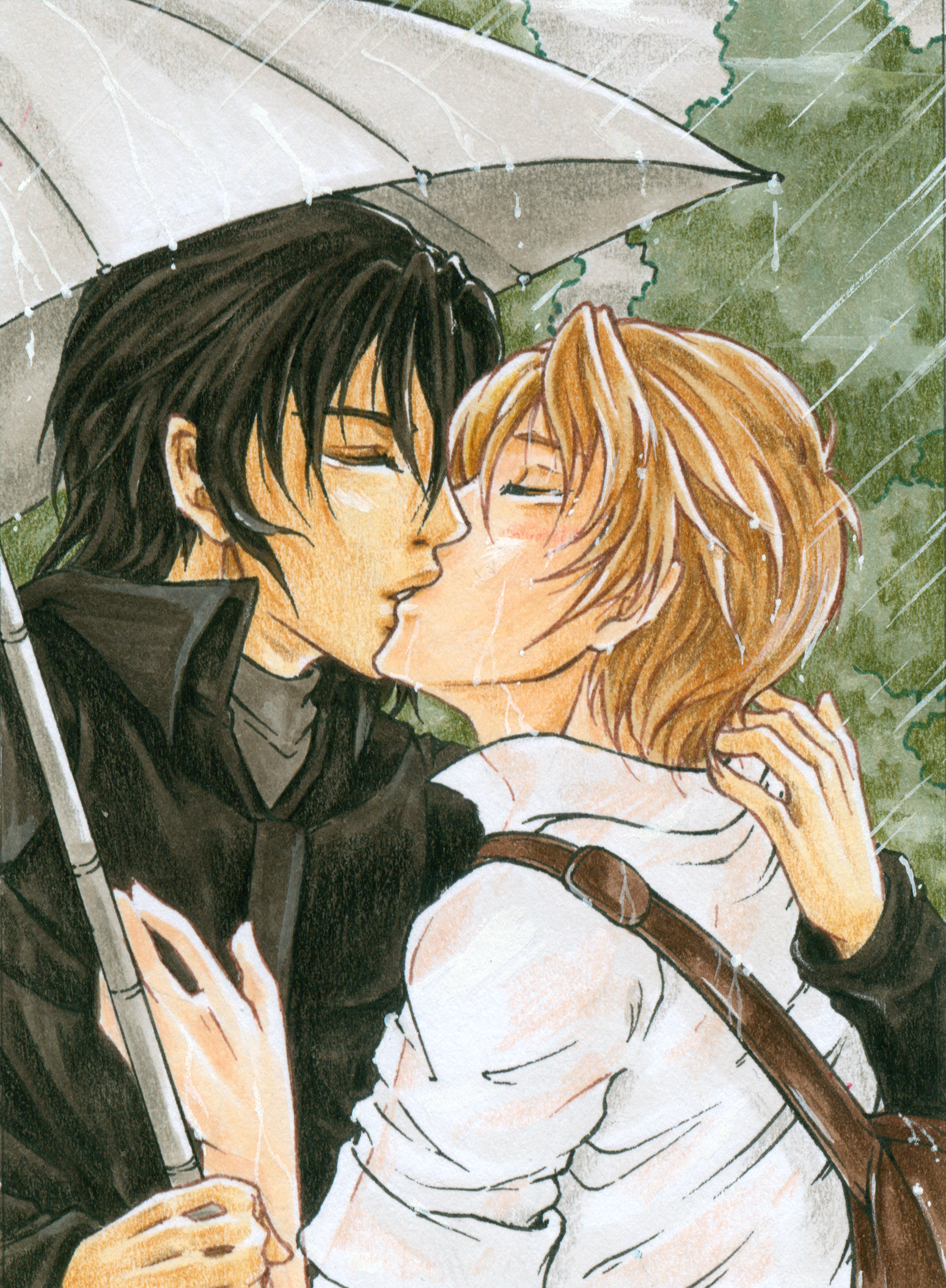
Manga tình cảm nam - nam, (gọi là yaoi hoặc "tình yêu của con trai" (BL)) là một thể loại quan trọng của shōjo manga.

## Thuật ngữ

### Shōjo

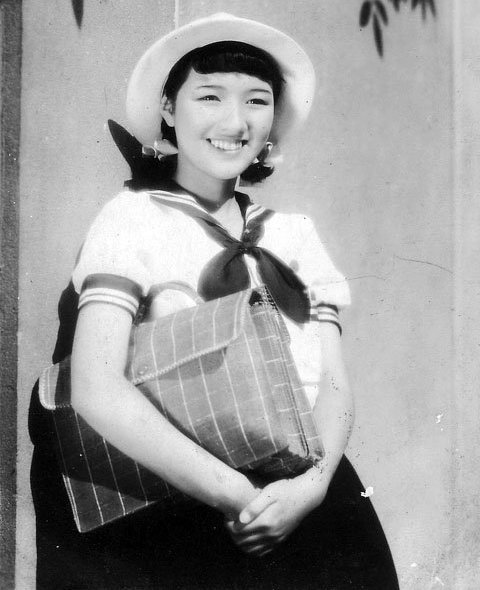
Diễn viên điện ảnh Hideko Takamine, thủ vai một shōjo điển hình mặc đồng phục thủy thủ (sailor fuku) trong bộ phim năm 1939 Hana Tsumi Nikki.

Trong tiếng Nhật, từ shōjo (少女) được dịch theo nghĩa đen là "con gái". Nhưng trong cách sử dụng tiếng Nhật phổ thông trong đời sống hàng ngày, người Nhật hiếm khi sử dụng từ shōjo mà thay vào đó, họ thường sử dụng từ "con gái" là onna no ko (女の子). Thuật ngữ shōjo thường được dùng để ám chỉ một nhóm xã hội xuất hiện trong thời kỳ Minh Trị (1868 – 1912) ý chỉ trẻ em gái và phụ nữ trẻ trong độ tuổi từ thời thơ ấu cho tới khi những người này kết hôn. Nhìn chung, thuật ngữ này đề cập đến thiếu nữ đang trong độ tuổi đi học, những người gắn liền với hình ảnh "ngây thơ, trong sáng và dễ thương"; điều này trái ngược vớimodan gāru - họ gắn liền với hình ảnh độc lập và có phần gợi cảm hơn. Thuật ngữ shōjo vẫn tiếp tục gắn liền với hình ảnh trẻ trung và ngây thơ sau thời kỳ Minh Trị nhưng mang tính chất của chủ nghĩa tiêu dùng mạnh mẽ. Bắt đầu từ những năm 1980 khi shōjo đã phát triển và trở thành một danh mục tiếp thị riêng biệt dành cho các cô gái. Gyaru cũng thay thế modan gāru trở thành hình mẫu phụ nữ độc lập trong giai đoạn này.

### Shōjomanga
Xét cho cùng, shōjo manga không đề cập đến một phong cách hoặc thể loại cụ thể mà dùng để ám chỉ tới tệp đối tượng mục tiêu. Thị trường manga Nhật Bản được phân theo đối tượng độc giả với thể loại chính chia theo giới tính (Ví dụ như việc: shōjo dành cho nữ, shōnen dành cho nam) hay phân chia theo độ tuổi (josei dành cho phụ nữ, seinen dành cho nam). Do đó, shōjo manga thường được định nghĩa là manga tiêu thụ trên thị trường cho đối tượng độc giả là nữ ở độ tuổi vị thành niên và phụ nữ trẻ, mặc dù một bộ phận nam giới và phụ nữ lớn tuổi cũng ưa chuộng shōjo manga.
Shōjo manga theo truyền thống được xuất bản trên tạp chí manga chuyên biệt dành cho độc giả shōjo - một đối tượng độc giả xuất hiện lần đầu vào đầu thế kỷ 20 và ngày càng phát triển cũng như đa dạng hơn theo thời gian. Mặc dù phong cách và màu sắc của các câu chuyện đăng trên những tạp chí này thay đổi theo từng ấn phẩm và thời kỳ, nhưng một đặc điểm bất biến của shōjo manga là tập trung vào mối quan hệ giữa người với người và những cảm xúc đi kèm. Một số nhà phê bình, chẳng hạn như người phụ trách Bảo tàng Manga Quốc tế Kyoto Kayoko Kuramochi và học giả Masuko Honda đã nhấn mạnh một số yếu tố nhất định khi những người này cố gắng định nghĩa về shōjo manga: việc sử dụng hoa, ruy băng, váy xòe bồng bềnh, những cô gái với đôi mắt to và long lanh hay những từ ngữ vắt ngang qua trang giấy, thứ mà Masuko Honda đã mô tả bằng cách sử dụng từ tượng thanh hirahira. Định nghĩa này tính cả những tác phẩm tồn tại bên ngoài ranh giới của việc xuất bản tạp chí shōjo truyền thống nhưng vẫn được xem là shōjo, chẳng hạn như tác phẩm được đăng tải và xuất bản trên internet.

#### Nguồn gốc của văn hóa shōjo

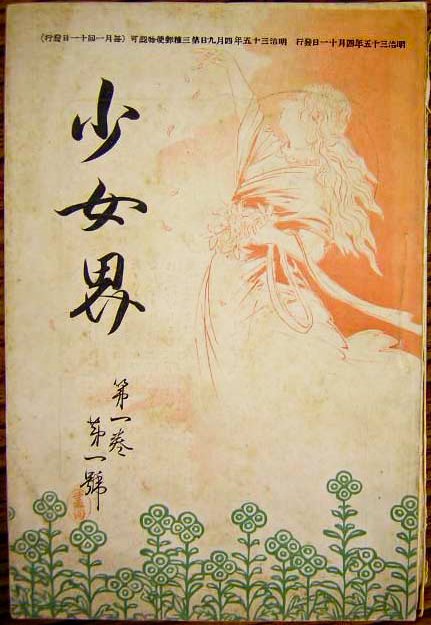
Bìa số đầu tiên của Shōjo-kai, xuất bản năm 1902.

#### Thập niên 1950: Trở thành một thể loại chính thức

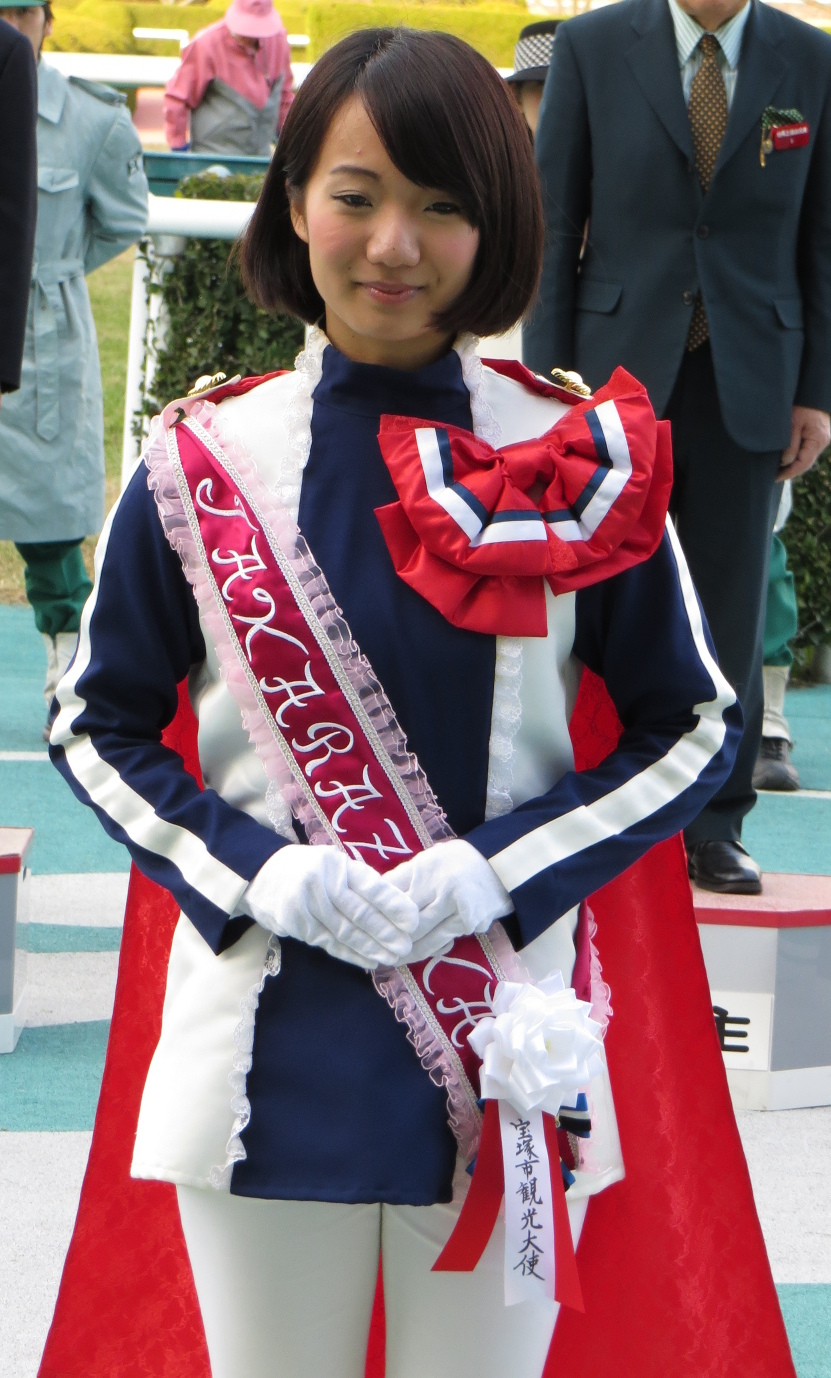
Một đại sứ của thành phố Takarazuka hóa trang thành nhân vật chính trong Ribon no Kishi vào năm 2012.

#### Những năm 1960: Sự xuất hiện của mangaka nữ

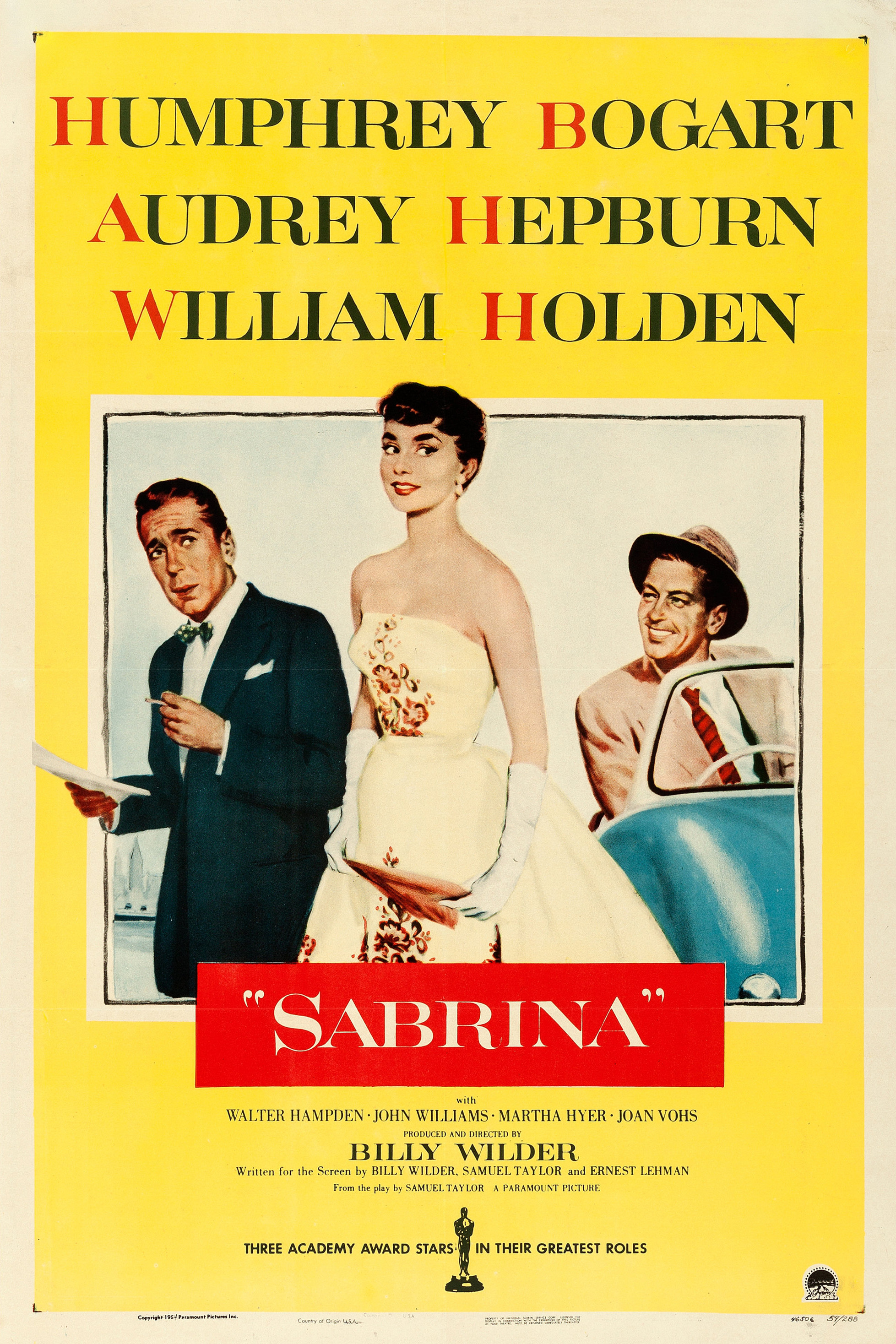
shōjo manga của những năm 1960 chịu ảnh hưởng của phim hài lãng mạn Mỹ, chẳng hạn như Sabrina (1954), được chuyển thể thành manga vào năm 1963.

## Lịch sử

### Trước năm 1945: Bối cảnh và nguồn gốc